# 智遊網集團
亿客行集团公司（英語：Expedia Group, Inc.；NASDAQ：EXPE）是一家线上旅游公司，旗下品牌包括亿客行、好订网、Orbitz.com、Travelocity、Trivago、Hotwire.com、Egencia、Venere.com、HomeAway、Expedia本土专家、Classic Vacations。Expedia是納斯達克上市公司，股票代码为EXPE。

## 历史

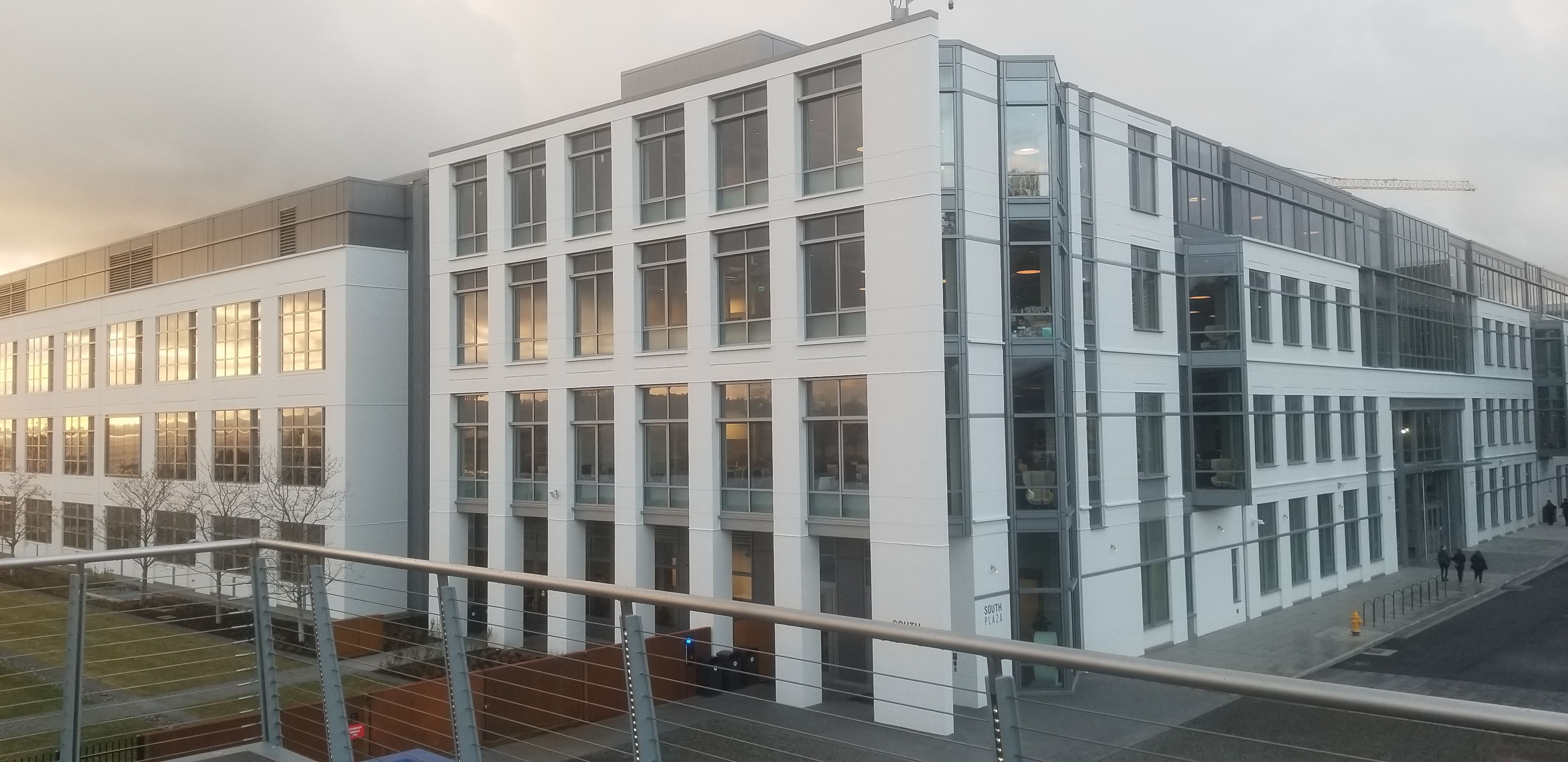
Expedia总部

Expedia成立于1996年，当时是微软的子公司。1999年，Expedia分拆出来并于2001年被TicketMaster收购（TicketMaster于2001年更名为USA Networks，2003年再次更名为InterActiveCorp）。2005年8月，IAC将旗下的旅游业务以Expedia公司的名义拆分出来，包括Expedia、Expedia Corporate Travel（现名Egencia）、TripAdvisor、Classic Vacations、艺龙网、Hotels.com和Hotwire.com。2015 年5月Expedia出售其持有的62.4%艺龙股权并退出艺龙董事会，此举意味着Expedia在中国大陸市场发展失败。
2012年12月21日，Expedia收購了專業的飯店搜尋與預訂引擎Trivago，約合630萬美元。
2015年2月12日，Expedia以16亿美元现金收购了旅游服务网站Orbitz。
2015年11月5日，Expedia以每股10.15美元現金及0.2065股Expedia股份，折合每股38.31美元，合共斥資39億美元（302億港元）收購渡假屋租賃服務網站營運商HomeAway。